# Powiat Grünberg

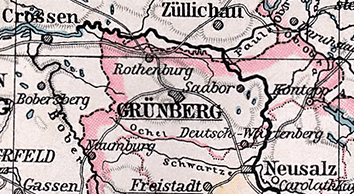
Kreis Grünberg, 1905 r.

Powiat Grünberg (niem. Kreis Grünberg, pol. powiat zielonogórski) – niemiecki powiat istniejący w okresie od 1742 do 1945 r. na terenie prowincji śląskiej.
Powiat Grünberg utworzono w rejencji legnickiej pruskiej prowincji Śląsk. W 1932 r. do powiatu Grünberg włączono zlikwidowany powiat Freystadt, ale rok później odtworzono ten powiat. W 1939 r. nazwę powiatu zmieniono na Kreis Grünberg i. Schlesien. Od 1945 r. terytorium powiatu znajduje się pod administracją polską.
W 1910 r. powiat obejmował 104 gminy o powierzchni 860,43 km² zamieszkanych przez 58.118 osób.